# 162
Năm 162 là một năm trong lịch Julius. 

## Sinh
- Quan Vũ